# Plynový teploměr

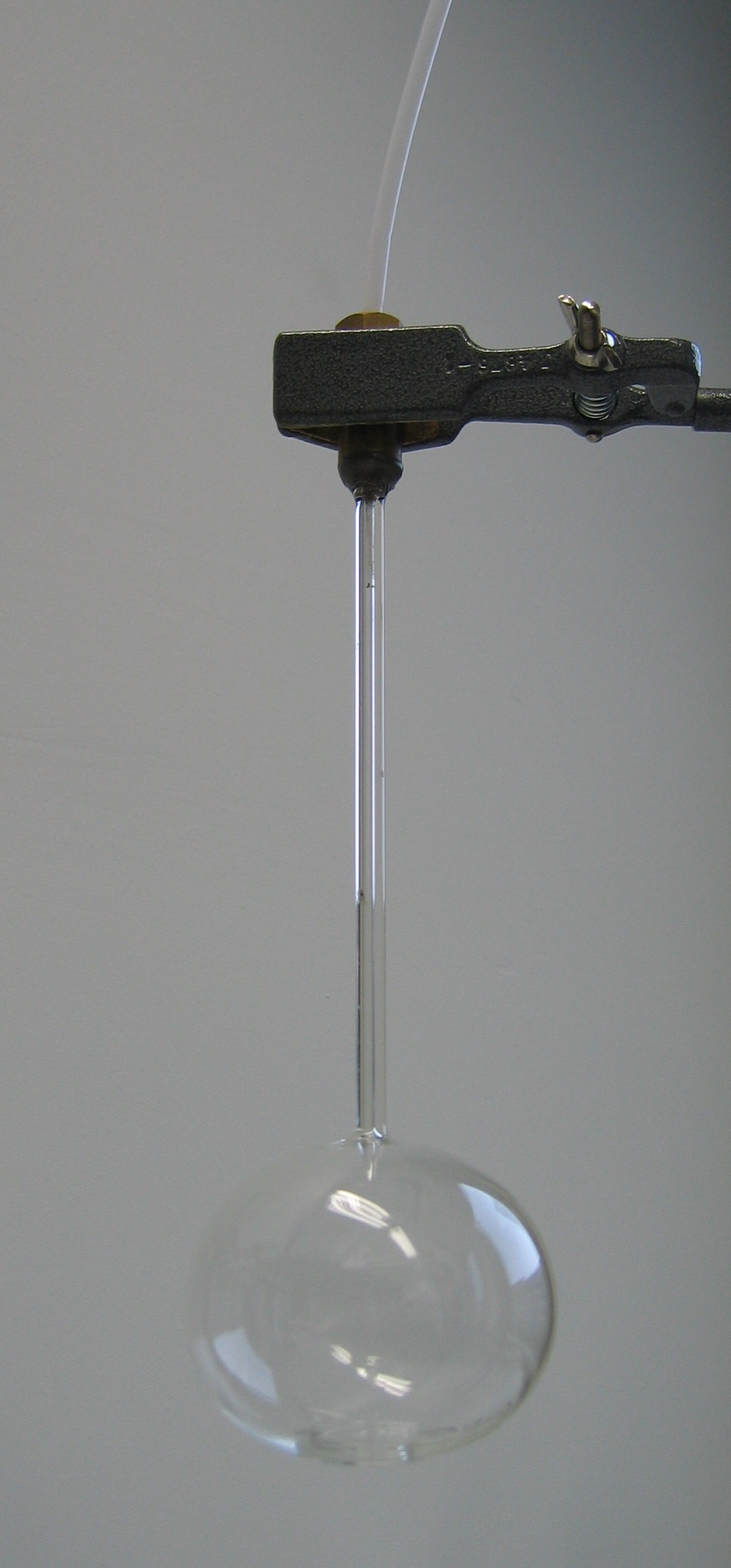
plynový teploměr, hadička vede k manometru

Plynový teploměr se skládá z nádoby naplněné plynem (např. vodíkem, heliem, dusíkem), která je spojena úzkou trubkou s otevřením kapalinovým manometrem. Manometr má jedno rameno pohyblivé ve svislém směru, aby se hladina plynu v pevném rameni mohla udržet stále na úrovni značky. Tím se zaručuje, že změny tlaku plynu změnou teploty probíhají za stálého objemu plynu.